# Дайнагон
Дайнагон (яп. 大納言) — старший императорский советник в Японии.
1. Должность в Высшем Государственном Совете, императорском правительстве Японии. Должность была учреждена в 702 году согласно кодексу Тайхо. Младше левого, правого министров и министра печати. Человек, занимавший её, принимал участие в совещаниях Высшего Государственного Совета и замещал министров в их отсутствие. Предоставлялась чиновникам 3 ранга. Отменена в 1868 году.
2. Должность, которая была учреждена в 1869 году при Высшем Государственном Совете, императорском правительстве периода реставрации Мэйдзи. Лица, занимавшие её, были вторыми по значению высокопоставленными в государстве после правого и левого министров. Вместе с этими министрами и Императорскими советниками они определяли основной политический, экономический и социальный курс Японии. Ликвидирована в 1871 году в связи с реформой государственного аппарата.